# Jacques-Charles Spener
Pour les articles homonymes, voir Spener.
Jacques-Charles Spener est un érudit allemand, historien et juriste, né le 1er février 1684 à Francfort-sur-le-Main et mort le 12 juin 1730 à Wittemberg. 

## Biographie
Après avoir eu son père Philippe-Jacques Spener pour premier maître dans ses études, il entra au gymnase de Gotha et fréquenta l'Université de Halle. N'ayant aucun goût pour la carrière ecclésiastique, à laquelle on l'avait destiné, il quitta en 1705 la théologie pour la jurisprudence. Un assez long voyage en Hollande et en Angleterre lui permit de compléter une instruction déjà étendue. Il occupa la chaire de droit à Halle (1710) comme suppléant, et celle de droit féodal à Wittenberg (1718) comme titulaire ; depuis 1719 il y joignit l'enseignement de l'histoire. En 1727, il devint membre de la cour supérieure de justice. L'Académie rurale de Berlin le comptait parmi ses associés.

## Œuvres
- Historia Germania universalis et pragmatica, lib. XII; Leipzig et Halle, 1716-17, 2 vol. in-80 ;
- Notitia Germaniae antiquæ ; Halle, 1717, in-4° : quoique tout ne soit pas approfondi dans cet ouvrage, il est utile pour connaître l'ancienne Germanie ;
- Teutscher Reichsund Fürstenstaal ; Halle, 1718-20, 2 vol. in-8° ;
- De felonia; Wittemberg, 1718, in-4° : dissertation qui lui attira beaucoup de tracasseries ;
- Primitiæ observationum historico-feudalium ; Halle, 1719, in-4° : réimpr. d'un traité publié en 1718 et augmenté de trois pièces nouvelles ;
- Teutsches jus publicum; Wittenberg, 1727, in-4° : ouvrage inachevé. « Le style en est obscur, incorrect, disent MM. Haag ; il y a peu d'ordre dans le classement des matières, mais les recherches sont immenses.

## Sources
- Dictionnaire de Chaudon 1821 - Tome 25
- Nouvelle biographie générale Hoefer 1852-1866 Tome 44